# G.A. Gedalia
Gottlieb Hartvig Abrahamson Gedalia (13. april 1816 i København – 10. marts 1892 smst) var en dansk vekselerer.
Gedalia tilhørte det jødiske trossamfund som søn af købmand Hartvig Abrahamson Gedalia og Jette f. Jacobsen. Han var oprindelig sadelmager, men etablerede sig 1849 som vekselerer med firmaet G.A. Gedalia & Co. Til denne virksomhed medbragte han et utvivlsomt talent og en rastløs aktivitet og energi; derimod manglede han anlæg for den mere formelle side af forretningslivet (fx rationelt bogholderi, korrespondance o.l.), ligesom hans alt for livlige fantasi ofte forhindrede ham fra at se klart og nøgternt på forholdene. Fra en beskeden begyndelse drev han sin forretning op til et betydeligt omfang og knyttede heldige forbindelser i udlandet.
Den store bekendtskabskreds, han på denne måde fik, førte endog til, at han indblandedes i diplomatiske affærer (spørgsmålet om besættelsen af den spanske kongetrone i 1870). I hjemlandet fik han en stor kreds af private kunder, hvorimod det aldrig lykkedes ham fuldt ud at erhverve sig den københavnske børs' tillid. Af større foretagender, hvortil hans navn var knyttet, kan nævnes stiftelsen af Den danske Landmandsbank (1871-72).
Han investerede i entreprise på jernbane- og havneanlæg og det første af disse foretagender (Vendsysselbanen) gav et betydeligt overskud, men senere var han mindre heldig og led store tab på anlægget af den nordvestsjællandske jernbane Roskilde-Kalundborg, hvor koncessionen var erhvervet fra Privatbanken, og gik fallit 1875.
Efter sin fallit levede han en kort tid i Nordamerika, men vendte tilbage og drev senere atter vekselerervirksomhed i København. En kriminel anklage, som i 1878 på privat foranledning rejstes i anledning af hans forretningsvirksomhed, viste sig i alle væsentlige punkter ugrundet.
Gedalia var fra 1866-75 portugisisk generalkonsul og blev i 1870 af den italienske republik San Marino udnævnt til baron (titlen ærligt og redeligt købt og betalt, ifølge Søren Mørch). Han var desuden Ridder af Dannebrog. Hans hustru var Helene f. Lundquist (d. 1888), datter af smedemester Lundquist. Ægteparret fik sønnerne Waldemar og Oscar. Gedalia døde i 1892.